# Uno Röndahl
Uno Röndahl (1924 i Näsum i Skåne-2011) var en svensk politimand og historisk forfatter. Uno Röndahls forfatterskab handlede om den skånske historie, først og fremmest 1600-tallets krigshandlinger i grænseområderne mellem datidens danske provinser Skåne og Blekinge og det svenske Småland.

## Karriere og arkivstudier
Uno Röndahls karriere begyndte i den svenske flåde, og han blev siden politimand i Stockholm. Allerede i barndommen startede hans interesse for Skånelands historie. I sin tid i Stockholm fik han rige muligheder for at besøge museer, biblioteker og arkiver. Denne interesse fulgte ham, da han senere tiltrådte som kriminalkommissær i Kristianstad. Med forskningsmetoder som lignede kriminalpolitiets kompletterede han gennem mange år sin samling af gamle dokumenter gennem arkivstudier i Lund, Kristianstad og på Rigsarkivet i København.

## Forfatterskab
Resultatet af Röndahls forskning gav et ofte meget brutalt billede af krigshandlingerne i datidens grænseområder mellem Sverige og Danmark. På en nærmest chokerende vis fremstillede han de svære livsvilkår for civilbefolkningen under grænsekrigene og det efterfølgende svenske styre.
Hans mange bøger og deres skildringer af historiens indvirkning på individplan spredte denne viden, hvilket gav et mere nuanceret billede af regionens historie end tidligere.
I 1981 udgav han bogen "Skåneland utan förskoning" Arkiveret 6. august 2011 hos  Wayback Machine. Denne bog var en hård kritik mod den etablerede beskrivelse af de svenske krige i de gamle danske provinser Skåne, Halland og Blekinge i anden halvdel af 1600-tallet. Uno Röndahl hævdede at det som i svenska historiebøger oftest kaldes for ”en fredelig övergång fra Danmark til Sverige” ikke var så fredelig, som man ofte har hævdet.
Bogen ”Skåneland II – På jakt efter historien”, udkom 1986. I denne diskuterer Uno Röndahl konsekvenserne af at forholde mennesker deres historie. Han beskriver i bogen mange af de historiske personer, også virksomme før 1658, som spillede vigtige roller i de gamle danske provinser Halland, Skåne og Blekinges historie.
Bogen ”Skåneland ur det fördolda” udkom 1996 og handler om mange menneskeskæbner blandt den civilbefolkningen som ofte glemmes i historieskrivningen. I 2006 udkom ”Herulerna, det bortglömda folket” som han var medforfatter til.
Uno Röndahl blev, trods sine grundige studier i det primære kildemateriale, aldrig helt anerkendt af den akademiske verden, men i den senere tid har hans arbejde begyndt at anvendes som referencemateriale i forskellige historiske sammenhænge.